# 簡意寧
賈斯汀·葛林寧（英語： PC MP；1969年4月30日—），是英國保守黨的前黨員。曾任英国教育大臣兼婦女及平等事務國務大臣，2005年起当选英國國會帕特尼選區下議院議員至今。2013年，她被英国广播公司第四频道的《妇女时间》列为英国100位最有权力的女性之一。
她在2005年大选中首次当选为国会议员。2010年5月她被任命为财政部经济秘书，后于2011年10月升任运输大臣。2012年9月4日调任國際發展大臣，帕特里克·麦克洛林接任运输大臣。
2016年7月14日，她代替妮基·摩根成为特蕾莎·梅内阁教育大臣兼女性和平等大臣，2018年1月8日辞职。2019年9月因議會表決時不支持同黨首相鮑里斯·強森的脫歐提案，因而被開除黨籍。隨後宣布不再爭取連任議員。

## 早年生活
格里宁出生在谢菲尔德都会区的罗瑟勒姆，入读当地的奥克伍德综合学校。后考取南安普敦大学，攻读经济学，毕业后继续深造，并拥有伦敦商学院的工商管理硕士学位。在进入国会之前，她参加培训获得会计师资格，并在普华永道、葛兰素史克和森特理克担任过财会经理。

## 政治事业
2001年格里宁在伊灵、阿克顿和羊倌的小树丛选区代表保守党出马，以第二名落败。她在2005年5月5日大选中赢得了帕特尼選區的席位。格里宁赢得了15497票（得票率42.4％），1766张（4.8％）多数票，击败了在任的工党议员托尼·柯爾曼。
作为当晚当选的第一位保守党人，她的胜利是保守党从1997年和2001年大选塌方式失败中恢复过来并吹响反攻号角减少工党多数席位的第一个真正迹象。迈克尔·霍华德在大选后第一个早上访问了帕特尼选区，祝贺帕特尼的保守党们并作为保守党领袖发表演讲宣布辞任。格里宁是2009年10月12日前下议院中最年轻的女性保守党议员，直到克洛伊·史密斯进入国会。
2005年12月15日，格里宁被任命为保守党的副主席（负责青年事务），当年早些时候被任命为下院工作和养老金委员会委员。 2007年7月，在影子大臣级重组后，她被提拔为财政部的影子副大臣。2009年1月，影子大臣级再改组之后，她被提拔为影子伦敦大臣，在影子社区和地方政府团队中负责地方财政。还负责交通和地方政府的收益报告。
在2009年的国会开支丑闻中，格里宁被自由市场智库亚当·斯密研究所的研究列为第九名最节省开支的国会议员，她报销费用的数额在全部645名议员中列第599名。2010年3月，她负责协调大选中整个大伦敦地区保守党的竞选运动。
在保守党-自民党联合政府中，她任财政部经济秘书。

### 运输大臣
2011年10月，她被任命为运输大臣，并宣誓为枢密院成员。2012年，格里宁向第一集团授予西海岸城际铁路经营权。当年12月，在经营过程中发现重大技术缺陷后她宣布政府取消了西海岸城际经营权竞争，收回授予第一集团的该权利。下院运输专责委员会的一份报告认定，格里宁在此事件中有过错，并透露了纳税人对这个有缺陷的经营程序支付了至少为4000万英镑成本。格里宁面临要求辞去阁员职务的呼声，当年内阁改组，她调任国际发展大臣，仍留在内阁，声称自己“在任何时候都行事妥当。”
她代表的帕特尼选区，一直在希思罗机场第三条跑道的问题上进行战斗。在2012年内阁改组前，格里宁说，很难在一个支持第三条跑道的内阁中任职。

### 国际发展大臣

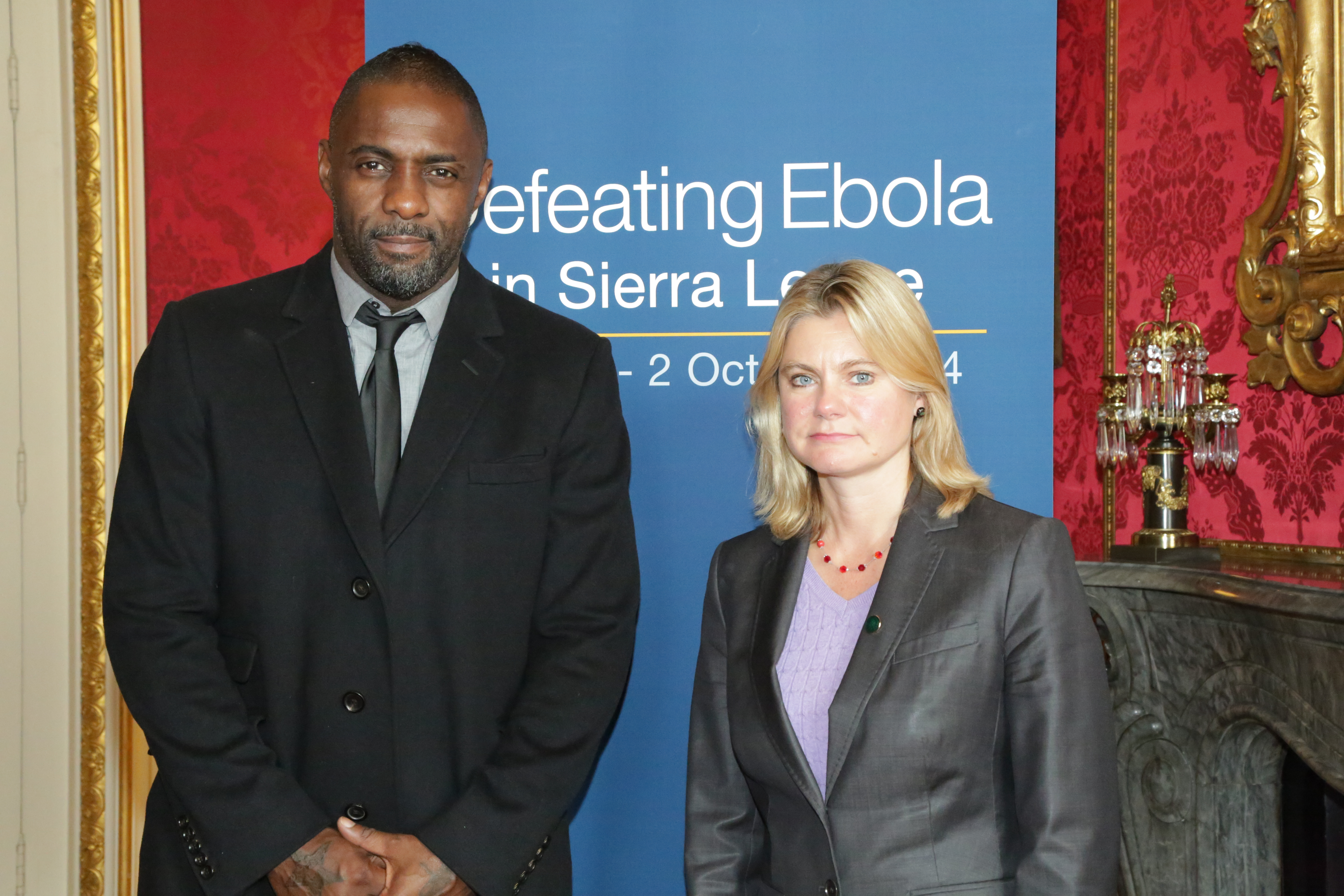
格里宁和演员伊德瑞斯·艾尔巴在一次抗击埃博拉病毒的会议上, 2014年

2012年9月4日，她的运输大臣职务被下院党鞭长帕特里克·麦克洛林取代，她转任国际发展大臣。这个任命受到鲍里斯·约翰逊的攻击。作为国际发展大臣，她成为国家安全委员会的成员。格里宁没有在关键的国会对叙利亚的军事行动的投票中投票。虽然在当时的国会大厦里，据报告她在下议院后面的房间里与另一位大臣聊天，没有注意到催促投票的钟声响了。

### 教育大臣
2016年5月14日，格里宁被新首相特蕾莎·梅任命为教育大臣接替妮基·摩根。上任以来她宣布了旨在增加社会流动性的“机会领域”和免费学校政策。她也口头表达过对开设新文法学校和保留大学学费的赞成。
2017年大选，格里宁以9.7%的多数票涉险保住了自己的议席。

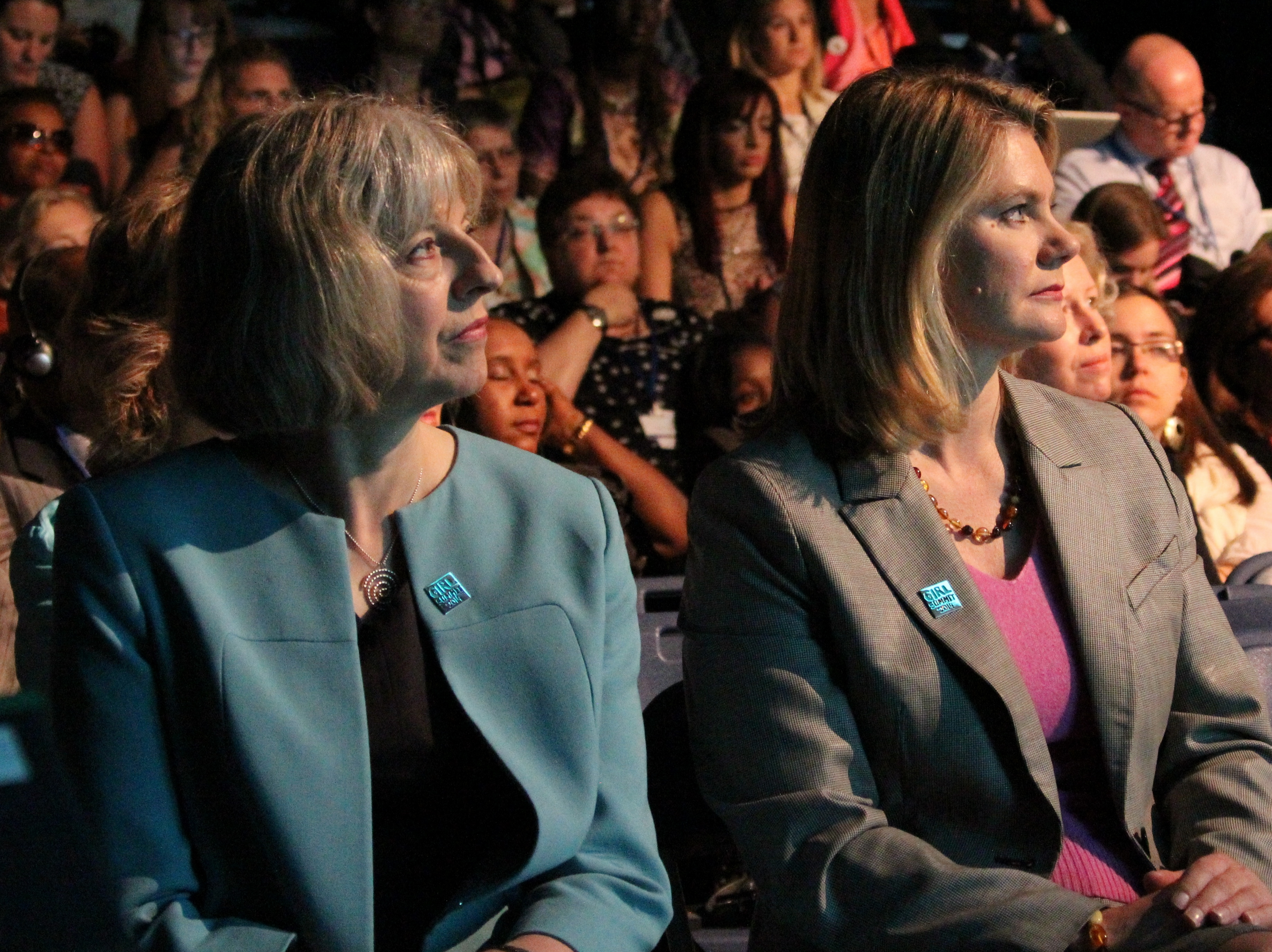
特蕾莎·梅(左)与格里宁(右)摄于2014年

2018年1月8日梅首相改组内阁，据报道格里宁在唐宁街10号内逗留了三个多小时与首相讨论了自己的政治前途。首相意欲将之调任工作和养老金大臣，格里宁不愿离任并称教育部的工作是“理想工作”。她离开10号后不久就宣布了其正式辞呈，首相对她的决定表示失望。在Twitter上发表的一份声明中，格里宁写道：“社会流动对我和我国的影响比我的大臣职位更重要。”有人认为这是她暗示批评首相的语法学校政策。
许多评论家对格里宁的辞职感到沮丧。地方学校网络创始人梅丽莎·本恩形容，格里宁的离开对任何关心教育的人来说都是一个坏消息，而斯蒂芬·布什在《新政治家》杂志写到，梅首相对她的教育大臣的处置“根本就没有意义。”布什认为，格里宁是一位成功的大臣，不应降职为工作和养老金大臣，她回到后座可以增加反脱欧集团的势力，因为她的选区帕特尼是一个留欧派为主的选区。苏格兰保守党领袖露丝·戴维逊称赞格里宁是“LGBT+保守党人的榜样”。工党议员乔纳森·雷诺斯发推文称：“保守党可以为托比·扬安排一个位置却对贾丝廷·格里宁弃之如敝履。”天空新闻的费萨尔·伊斯兰报道说，一些保守党国会议员私下表达了他们对处理格里宁的方式的愤怒，称其为“可怕的错误”。

## 私人生活
在2016年6月，格里宁在Twitter上透露，她处于“快乐的同性关系”中。在谈到脱欧公投时，她开玩笑说：“我支持留下，但有时候出柜（离开）更好。”首相戴维·卡梅伦和财政大臣乔治·奥斯本在祝贺她的同时暗示她不要开脱欧的玩笑。她曾与保守党智库英国青年基金会前主管和国会图厅选区候选人马克·克拉克交往，这个人因在保守党青年组织工作时的欺凌丑闻被保守党开除党籍。她在2016年6月出柜，使她成为英国第一位公开同性恋或双性恋女性内阁大臣。

## 头衔
- 贾丝廷·格里宁女士 (1969–2005)
- 贾丝廷·格里宁女士, 国会议员 (2005–2011)
- 尊敬的贾丝廷·格里宁女士阁下, 国会议员 (2011–2019)

## 外部連結
- 賈斯汀·葛林寧議員保守黨檔案
- www.dft.gov.uk

| 大不列颠及北爱尔兰联合王国国会 | 大不列颠及北爱尔兰联合王国国会    | 大不列颠及北爱尔兰联合王国国会 |
| ------------------------------ | --------------------------------- | ------------------------------ |
| 前任者： 托尼·柯爾曼           | 英國下議院帕特尼議員 2005年－     | 現任                           |
| 官衔                           |                                   |                                |
| 前任者： 伊恩·皮爾森           | 財政部經濟秘書 2010年－2011年     | 繼任者： 克洛依·史密斯         |
| 前任者： 夏文達                | 運輸大臣 2011年－2012年           | 繼任者： 麥樂賢                |
| 前任者： 安德魯·米切爾         | 國際發展大臣 2012年－2016年       | 繼任者： 彭黛玲                |
| 前任者： 妮基·摩根             | 婦女及平等事務部長 2016年－2018年 | 繼任者： 安珀·路德             |
| 前任者： 妮基·摩根             | 教育大臣 2016年－2018年           | 繼任者： 達米安·海因斯         |